# نانداپرایاگ
نانداپرایاگ (به انگلیسی: Nandaprayag) یک منطقهٔ مسکونی در هند است که در بخش چمولی واقع شده‌است. نانداپرایاگ ۱٬۴۳۳ نفر جمعیت دارد و ۹۱۴ متر بالاتر از سطح دریا واقع شده‌است.